# 笹目橋

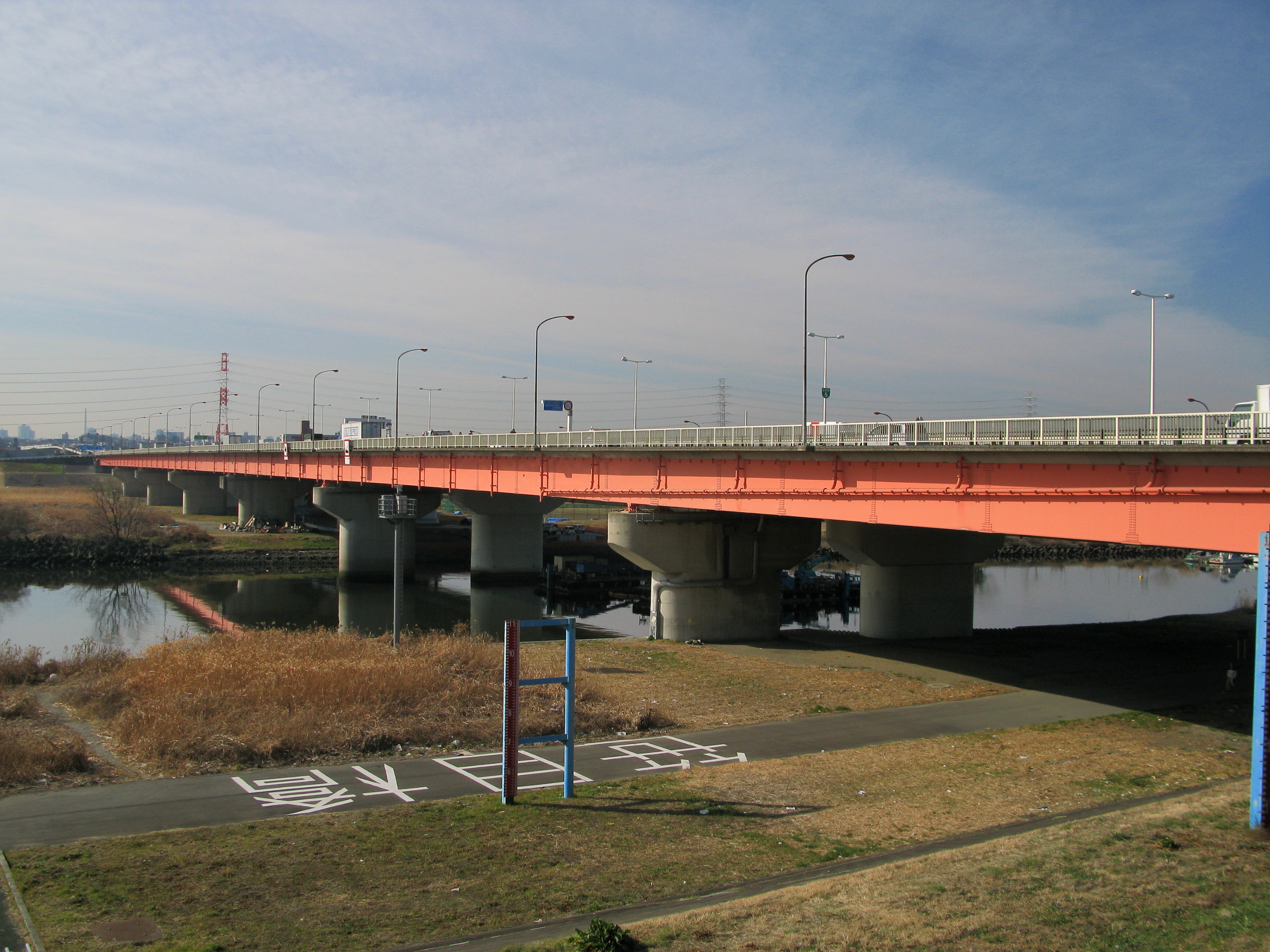
笹目橋（2012年2月）

笹目橋（ささめばし）は、東京都板橋区高島平と埼玉県戸田市大字下笹目の間で荒川および新河岸川に架かる、国道17号新大宮バイパスおよび都県道68号練馬川口線（重複）の上り線の橋と下り線の橋と、それらの間にある首都高速5号池袋線の橋の、計3本の密接する橋の名称である。橋の途中、板橋区新河岸の区域とわずかに和光市下新倉の市域に掛かる。

## 概要

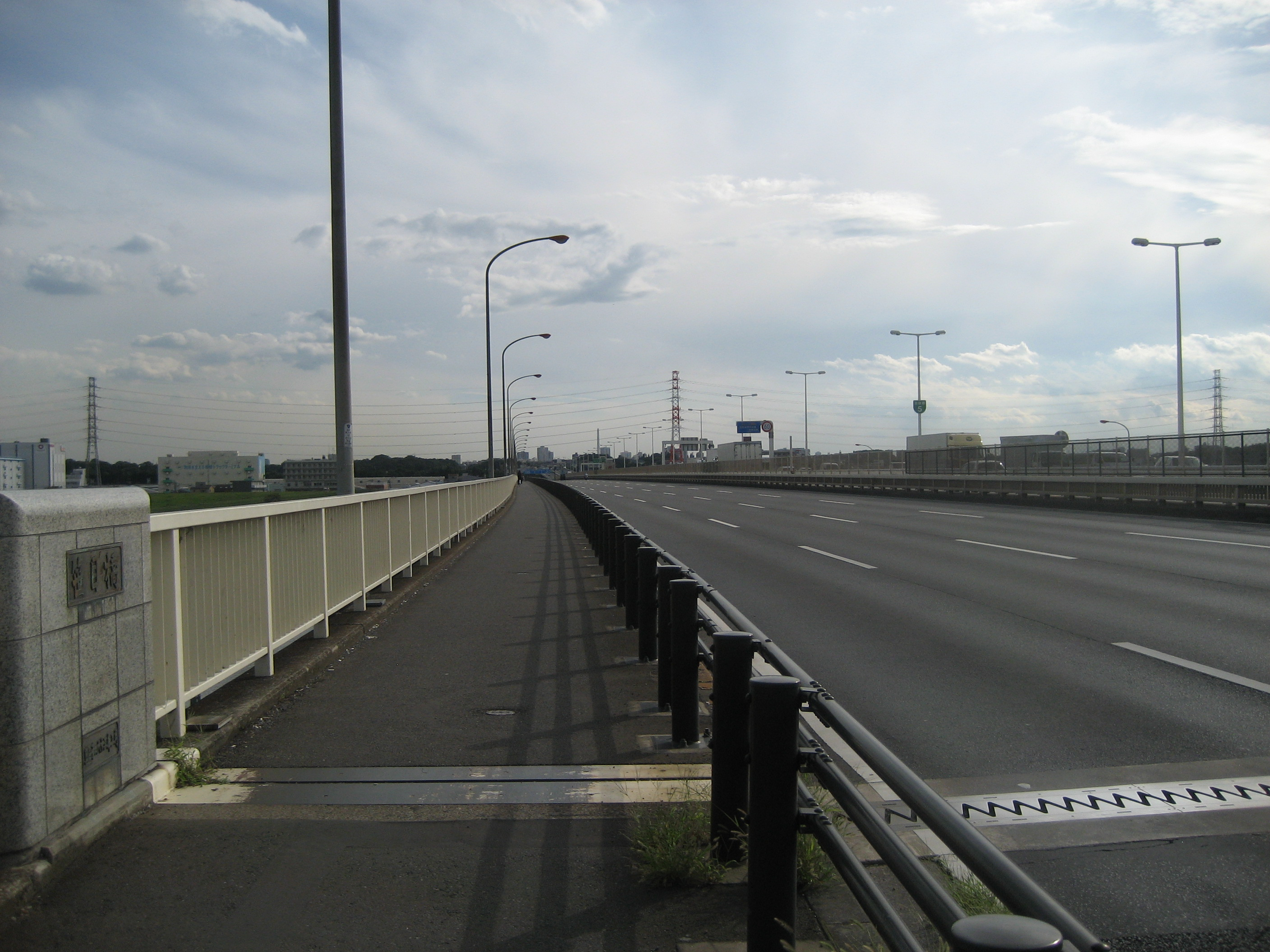
笹目橋（上り線）

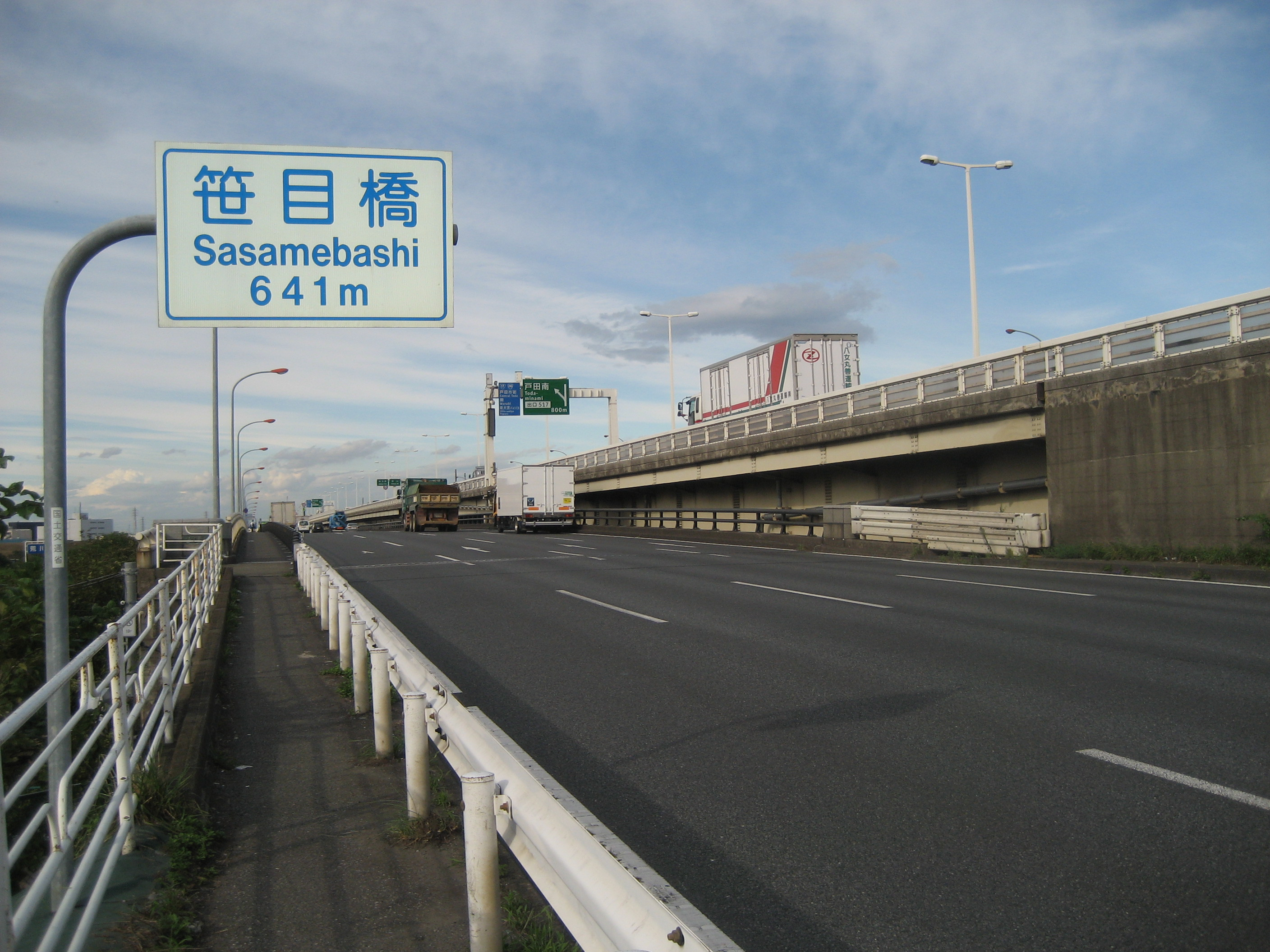
笹目橋（下り線）

上流側から新大宮バイパス下り（4車線+自歩道）、首都高速5号池袋線（上下各2車線）、新大宮バイパス上り（4車線+自歩道）の3本の橋が並んで架かっており、竣工年が最も古い下り線の橋のみ一段低くなっている。全長はいずれも621.7 mで、荒川河口からの距離は約28.8 km。歩道はいずれも国道17号の橋に設置されており、上り線の橋は下流側、下り線の橋は上流側に設置されている。上り線の橋の歩道は荒川の堤防の天端を通る道路に接続されている。アプローチ区間は首都高速を除き、両岸側とも築堤となっている。また、災害時に防災拠点等に緊急輸送を行なうための、東京都の特定緊急輸送道路や、埼玉県の第一次特定緊急輸送道路に指定されている。
首都高速開通まで首都高速用に建設された中央の橋は、暫定的に新大宮バイパスとして使用されていた時期がある。橋の名前は旧笹目村に由来する。

## 歴史
- 1942年（昭和17年）8月 - 軍民協力により（旧）笹目橋が開通[7][8]。当時は欄干のない木造橋で、河川増水時は水面下に沈む冠水橋であった[9]。現在よりも数百メートル上流にあり、荒川にのみ架かっていた。新河岸川を渡るには下流の早瀬橋（現在の早瀬人道橋）、もしくは上流の芝宮橋を渡る必要があった。
- 1952年（昭和27年）8月 - 工費990万円を投じて冠水橋の（旧）笹目橋の架け換え工事に着手する[7]。
- 1954年（昭和29年）5月 - 冠水橋の（旧）笹目橋の竣工式が挙行される[7]。
- 1963年（昭和38年）2月 - （新）笹目橋の起工式を挙行する[7]。第一橋（現下り車線の橋）の架設に着手。また、同年8月より新大宮バイパス部分着工[10]。新大宮バイパスは当初は8車線で計画された。
- 1964年（昭和39年）8月 - （新）笹目橋第一橋の完工式が挙行され[7]、新大宮バイパス開通[10]。（現下り車線の橋を使って上下各2車線ずつの合計4車線）[5]
- 1977年（昭和52年） - 現首都高速の橋が完成し、新大宮バイパス暫定6車線化。（現下り車線の橋に下り3車線、現首都高速の橋に上り3車線）[11]
- 1988年（昭和63年） - 現上り車線の橋が完成し、上り車線を現上り線の橋へ、下り車線を現首都高の橋へ振替え。現下り線の橋を改修。
- 1990年（平成2年） - 首都高速5号池袋線（高島平 - 戸田南間）供用開始[5]。

## 周辺
押切橋の上流付近より続く荒川中流域に分布する広大な河川区域はこの橋の上流側までで、この橋より下流側は狭窄な河川敷となる。その上流側の河川区域は荒川第一調節池（彩湖）があり、荒川近郊緑地保全区域に指定されている。また、橋のある場所は荒川は1971年（昭和46年）度より、新河岸川は1969年（昭和44年）より埼玉県が水質測定を行う地点のひとつに加えられている。また、この橋を境に上流側は荒川上流河川事務所、下流側は荒川下流河川事務所の管轄となっている。堤内地は物流の拠点で、倉庫が数多く立地する市街地となっている。
- 西高島平駅
- 荒川サイクリングロード
- 戸田競艇場・戸田漕艇場
- 東京都水道局三園浄水場
- 東京都下水道局新河岸水再生センター
- 荒川河川敷運動公園
- 高島平緑地公園
- 笹目川
- 白子川

## その他
2011年3月11日、東北地方太平洋沖地震（東日本大震災）で発生した津波が房総半島を回り込んで東京湾に入り込み、荒川など東京湾に注ぐ川を遡上し、笹目橋では50 cmの津波が観測され、荒川を遡上した津波は最終的に埼玉県志木市の秋ヶ瀬取水堰（笹目橋から3つ隣の橋である秋ヶ瀬橋の上流側）にぶつかって止まった。

## 風景

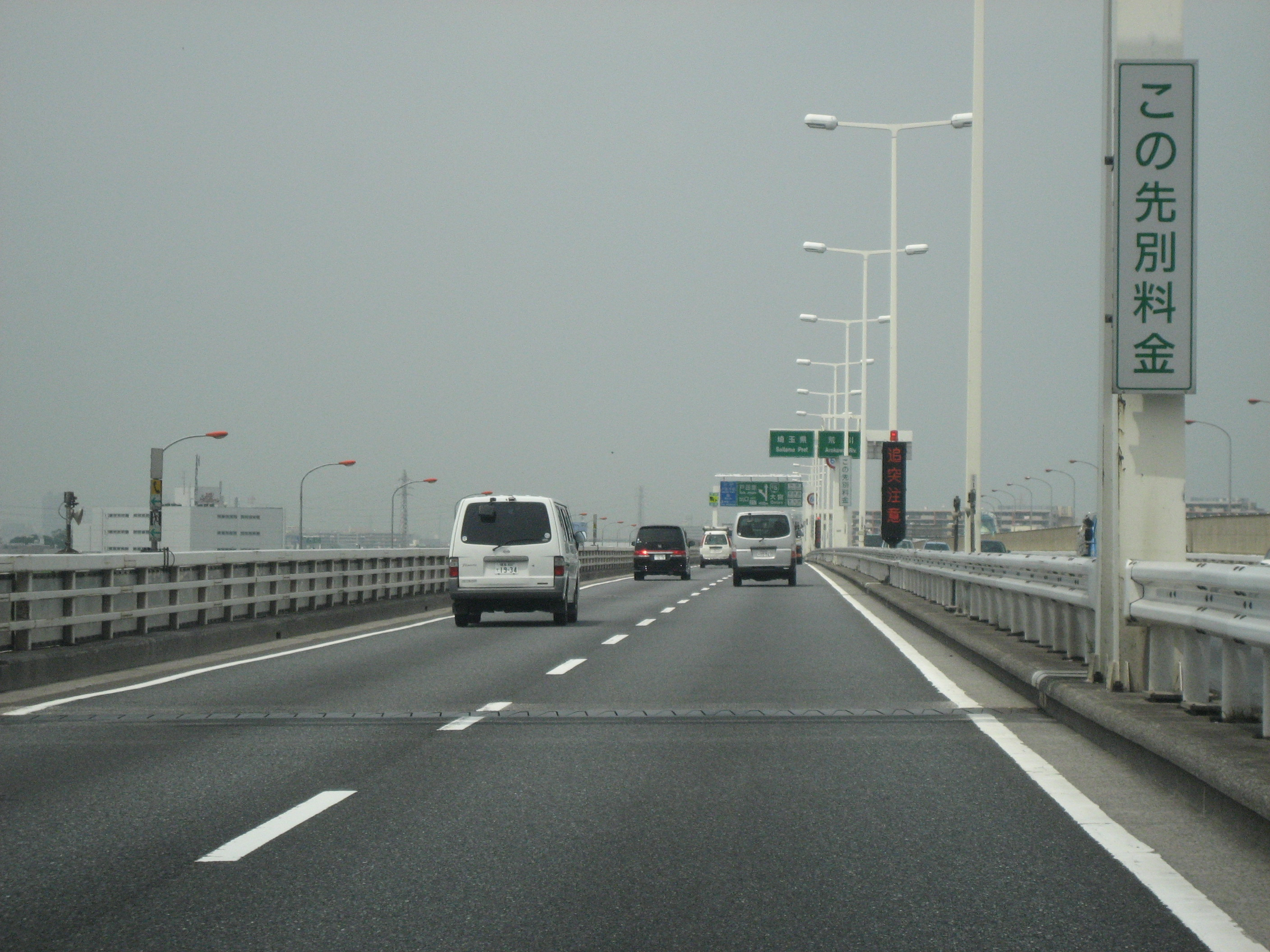
首都高速5号下り線より戸田市方面を望む。
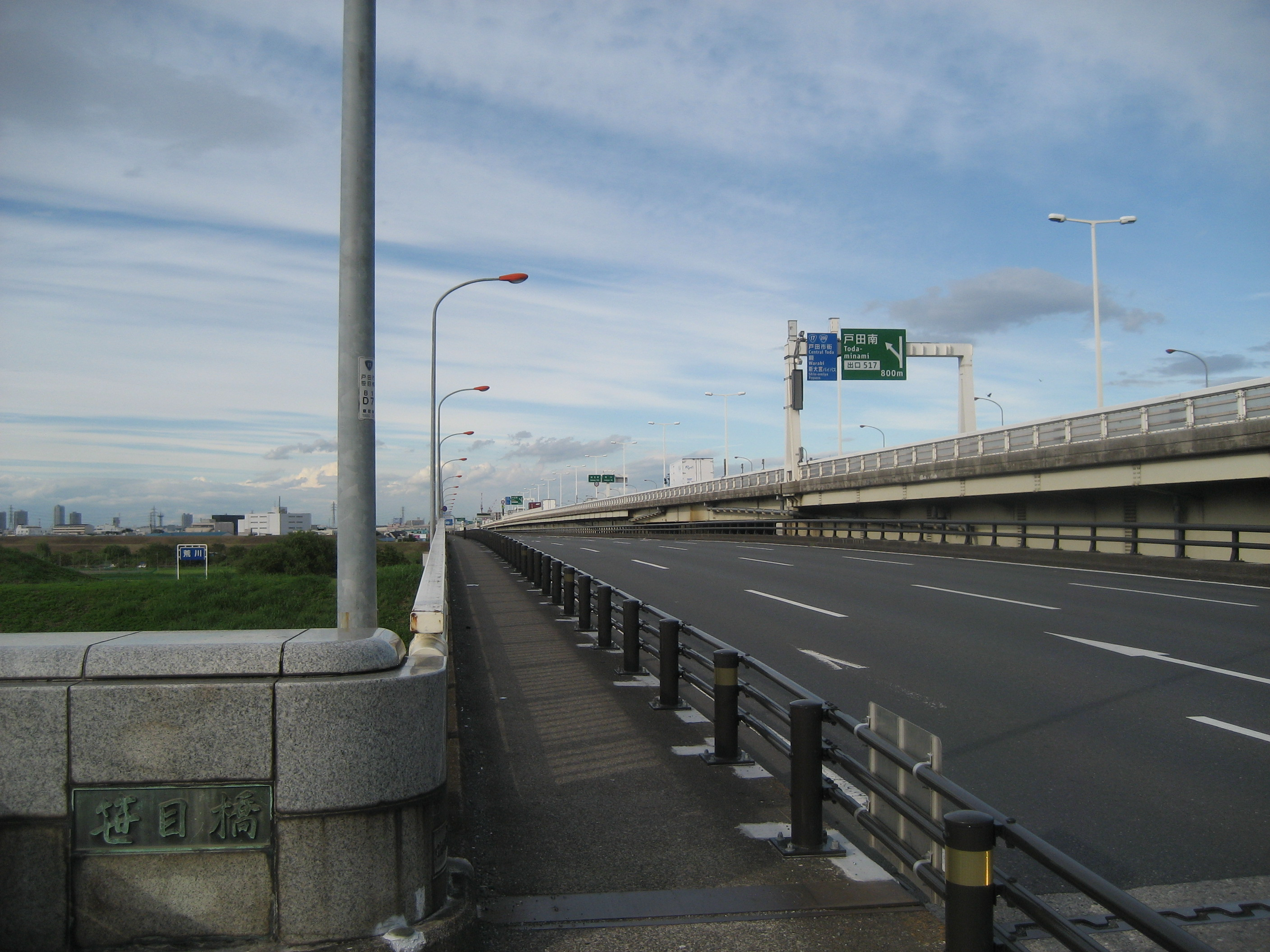
戸田市方面を望む。

## 隣の橋
- 荒川

（上流） - 荒川橋梁 - 幸魂大橋 - 笹目橋 - 戸田橋 - 荒川橋梁 - （下流）
- 新河岸川

（上流） - 新倉橋 - 芝宮橋 - 笹目橋 - 早瀬人道橋 - 新早瀬橋 - （下流）